# AVE
AVE（アベ）は、スペイン国鉄（RENFE）が運行する高速鉄道システムである。

## 概要
AVEは "Alta Velocidad Española"（「スペインの高速」の意）の略称であると同時に、スペイン語で鳥の意味で、翼を広げた鳥が列車のシンボルマークになっている。車両は最初に開通したマドリードとセビリア間の高速新線ではフランスのTGVの技術供与を受けて造られたものが運用されているが、軌道・信号システムはドイツの高速新線用のもの (LZB) が導入されている。部分開業したマドリードとバルセロナの間の高速新線では、ドイツのICE車両のICE3を基本にしたヴェラロE（Velaro E、以前の名称はICE350）と、国内で開発されたタルゴ車両であるTALGO350が運用され、世界最高の350 km/hでの営業運転が実現する予定だったが信号システムの不具合のため、300 km/hにとどまっている。
2022年現在の最高速度は310 km/hである 。
将来の延伸時、フランスのTGVをはじめとするヨーロッパ各国の高速鉄道網へ接続することを考慮し、スペインの他の広軌ネットワーク（レール幅1,668 mm）と異なり、標準軌（レール幅1,435 mm）を採用している。
AVEは、セビリア万博の開催にあわせて1992年4月21日にマドリードとセビリアの間 (471 km) が開業した。マドリードとバルセロナの間の建設が進められ、2003年10月11日にマドリードとリェイダ間、2006年12月18日にリェイダとタラゴナ間が、そして2008年2月20日にバルセロナまで延伸開業した。各地で高速新線と従来の広軌路線をまたいで高速鉄道の電車では世界初の軌間可変電車Alviaが運行されている。
座席数320で、クルブ（特等車）とプレフェレンテ（1等車）とトゥリスタ（2等車）の3クラスに分かれており、クラブとプレフェレンテでは食事サービスがあり、天井に設置されたモニターでビデオサービスが行われるなど、航空機との競争が強く意識されている。他のヨーロッパの高速列車で同様の一等車乗客へのサービスは、ユーロスター、タリス、スウェーデンのX2000などで行われている。
30分以上の延着で料金の100%払い戻し、15分から30分未満の延着で料金の50%払い戻しの制度がある（2009年7月現在）が、実際には元々かなり余裕のあるダイヤ設定がなされているため、遅れることはほとんど無い。むしろ時刻表に記載された到着時刻より5分以上早く着くことが多い。
1992年の開業前はTAV (Tren Alta Velocidad) と呼ばれていた。

## 使用車両

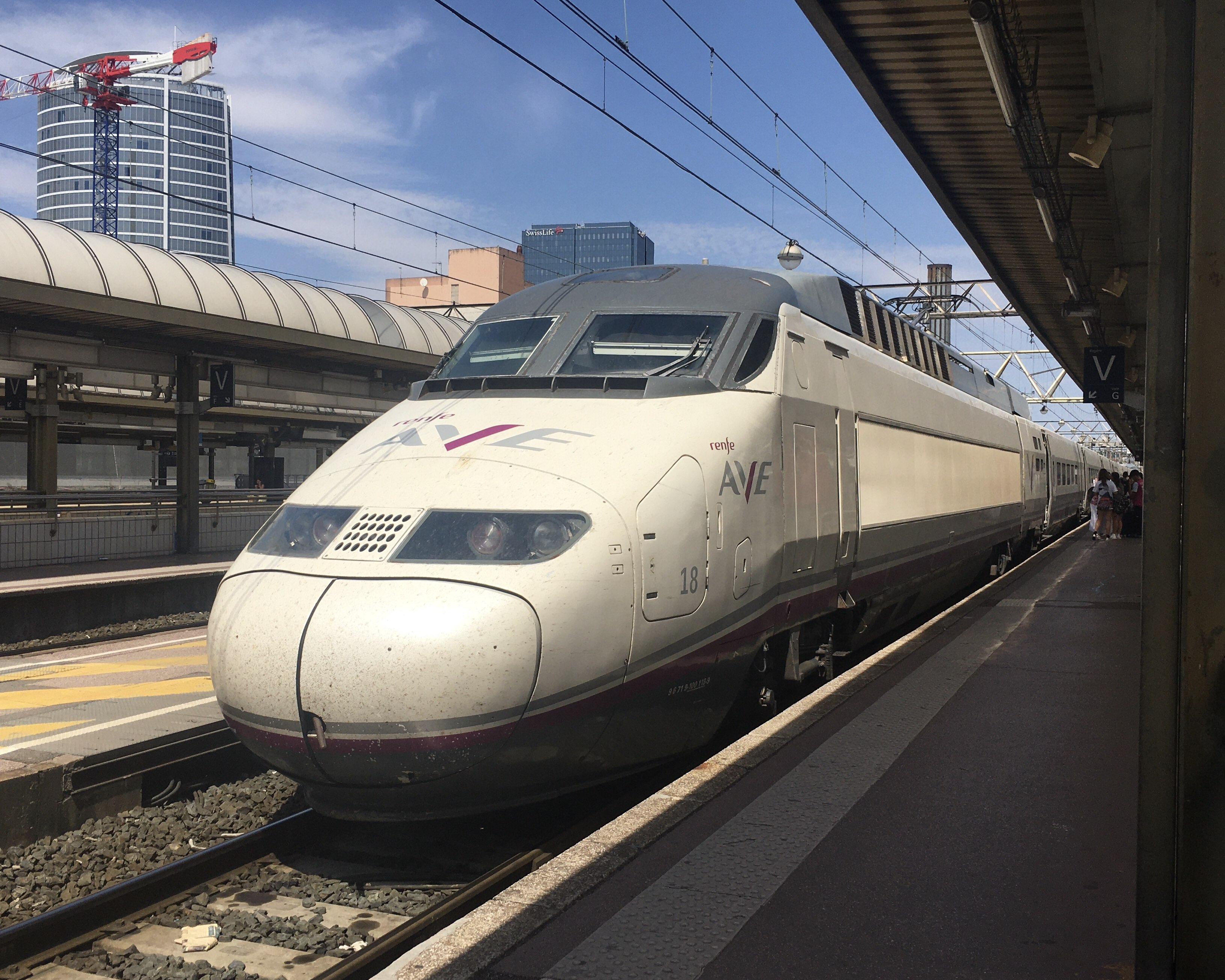
S-100
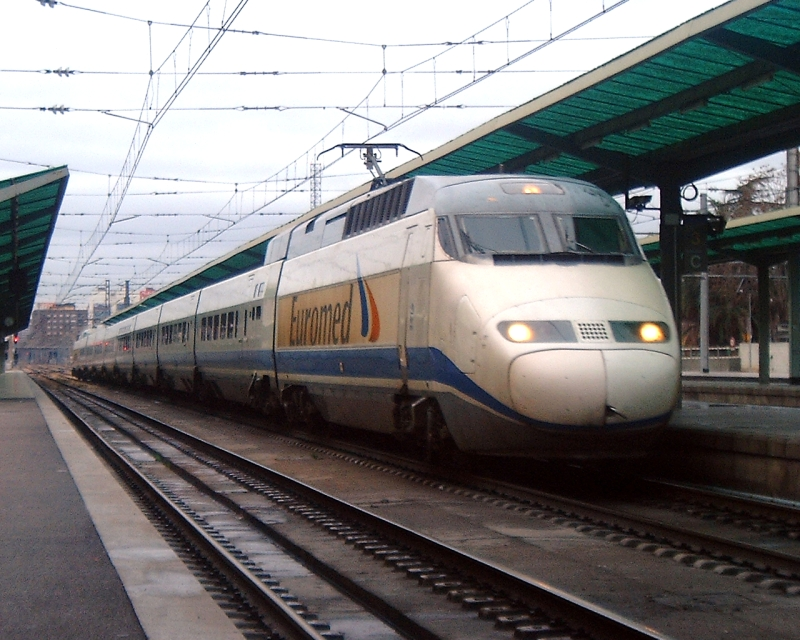
S-101 Euromed 従来の広軌路線（バルセロナ～アリカンテ）で運行
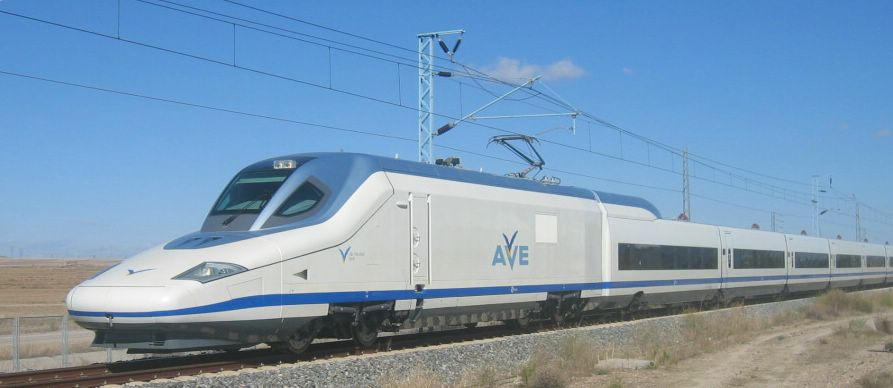
S-102 タルゴ350
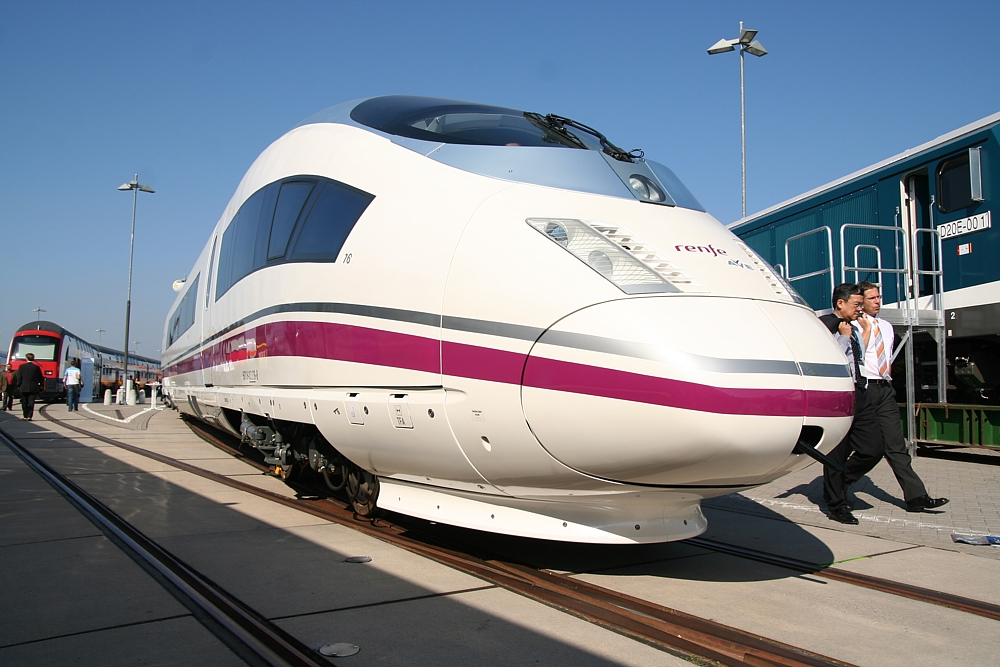
S-103 Velaro
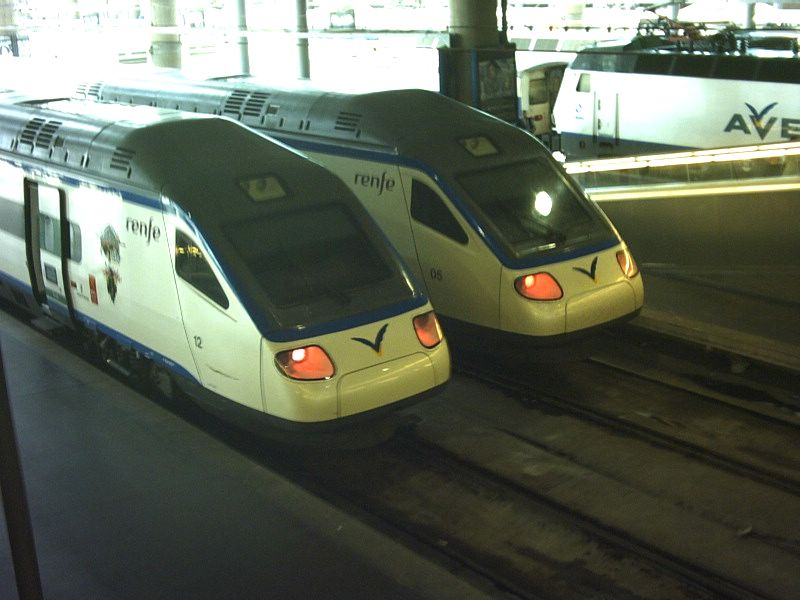
S-104 Avant
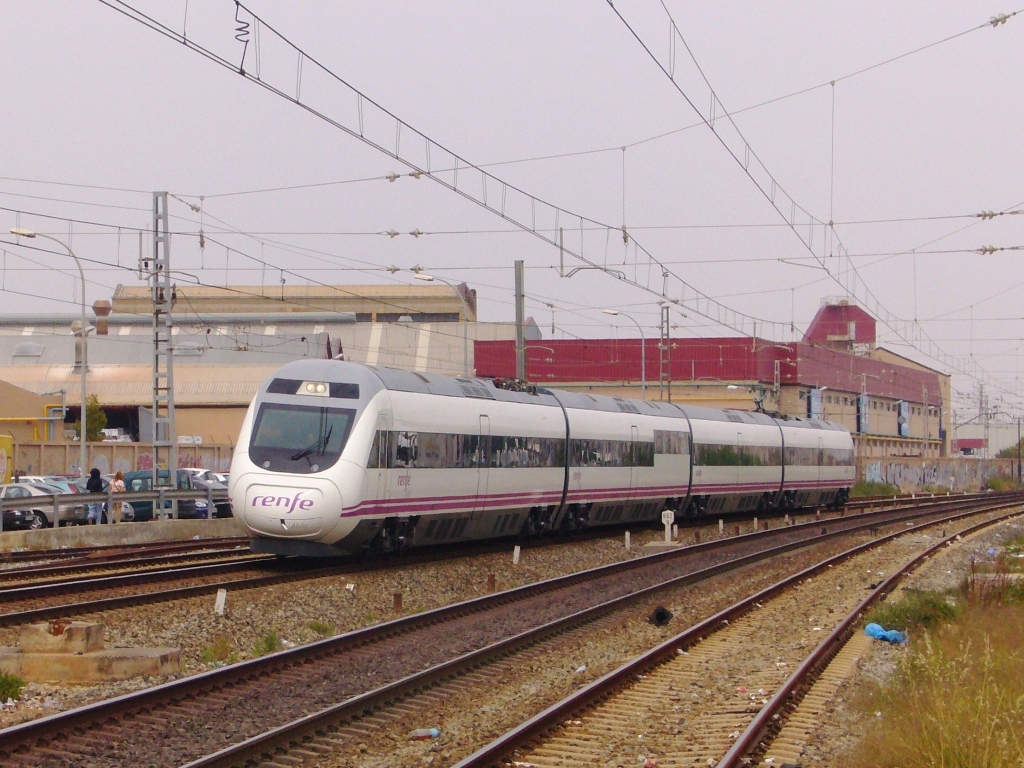
S-120 Alvia
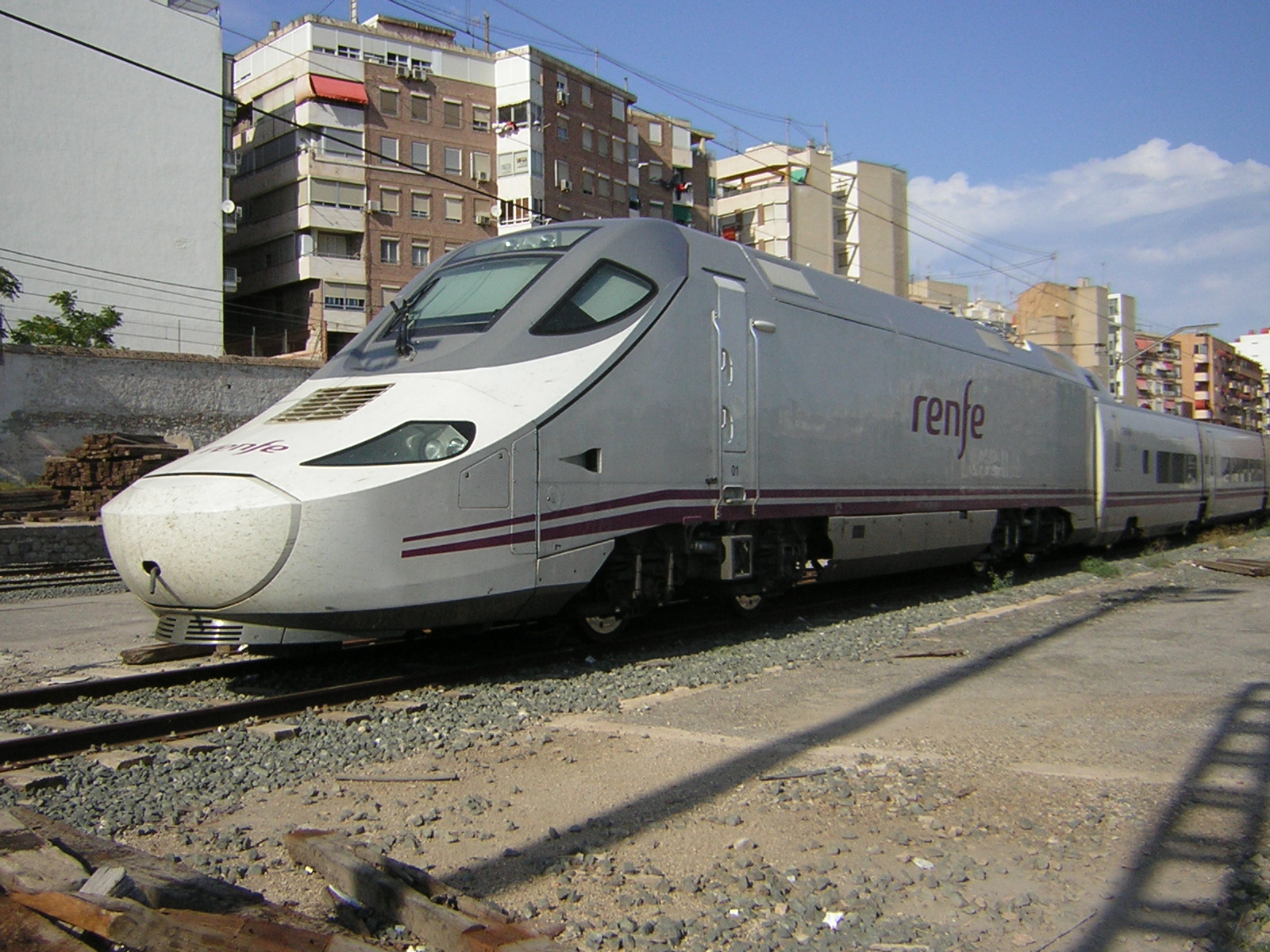
S-130
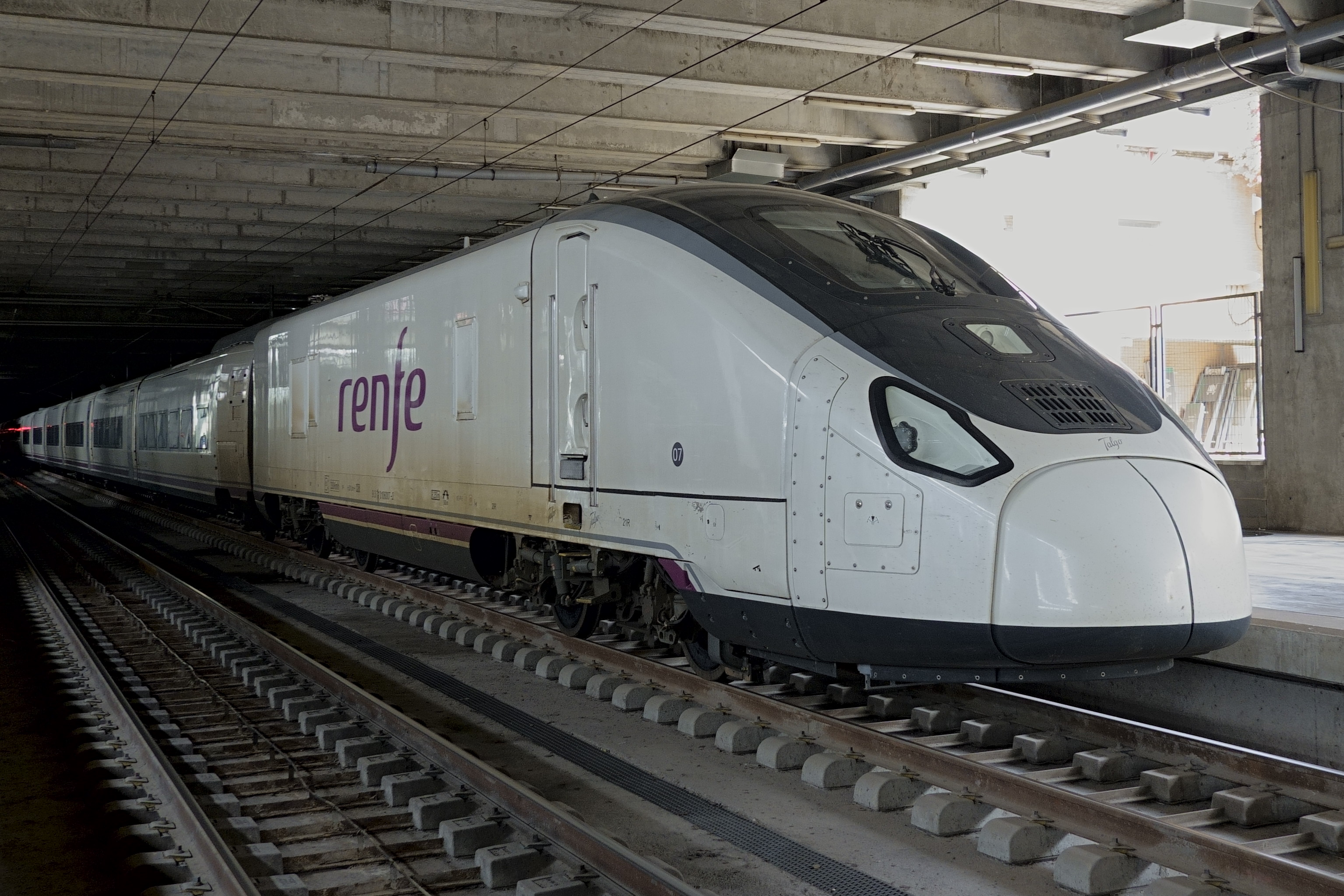
S-106（Talgo Avril）

### 主要諸元
| 形式                                 | 製造会社               | 編成数 | 製造年    | 最高速度 （km/h） | 出力 （kW）   | 電圧および周波数             | 軌間 （mm）   | 編成旅客定員 （人） |
| ------------------------------------ | ---------------------- | ------ | --------- | ----------------- | ------------- | ---------------------------- | ------------- | ------------------- |
| S-100 初代AVE                        | アルストム             | 18     | 1992–1994 | 300               | 8,800 (5,400) | 25 kV · 50 Hz AC / 3 kV (DC) | 1,435         | 329                 |
| S-101 ユーロメッド                   | アルストム             | 6      | 1994–1996 | (200, 220)        | (5,400)       | 3 kV (DC)                    | 1,668         | 325                 |
| S-102 タルゴ350                      | タルゴ／ボンバルディア | 16     | 2005–0    | 300, 350 (-)      | 8,000 (-)     | 25 kV · 50 Hz AC             | 1,435         | 314                 |
| S-103 Velaro （ICEタイプ）           | シーメンス             | 26     | 2005–0    | 300, 350 (-)      | 8,800 (-)     | 25 kV · 50 Hz AC             | 1,435         | 404                 |
| S-104 Avant （Pendolino 480 ベース） | アルストム／CAF        | 20     | 2004–0    | 250 (-)           | 4,400 (-)     | 25 kV · 50 Hz AC             | 1,435         | 236                 |
| S-114 Avant （Pendolino 600 ベース） | アルストム／CAF        | 13     | 2011–0    | 250 (-)           | 4,000 (-)     | 25 kV · 50 Hz AC             | 1,435         | 236                 |
| S-120 Alvia                          | アルストム／CAF        | 29     | 2005–0    | 250 (220)         | 4,000 (2,700) | 25 kV · 50 Hz AC / 3 kV (DC) | 1,435 / 1,668 | 237                 |
| S-130 Patito                         | タルゴ／ボンバルディア | 45     | 2006–0    | 250 (220)         | 4,800 (4,000) | 25 kV · 50 Hz AC / 3 kV (DC) | 1,435 / 1,668 | 299                 |

1. ↑  直流区間で値が同一の場合は直流での値（括弧書きの値）を無記載にしている。
2. 1 2  特記無き場合、25 kV · 50 Hz ACにおける値。斜体は計画値または暫定値。括弧書き内の値は 3 kV DC での値。なお交流専用車両の場合は (-) にて直流における値が無いことを示す。
3. ↑  別途、身体障害者用シート 2席 がある。この数は表の定員から除外した。
4. ↑  別途、身体障害者用シート 1席 がある。この数は表の定員から除外した。

## 路線

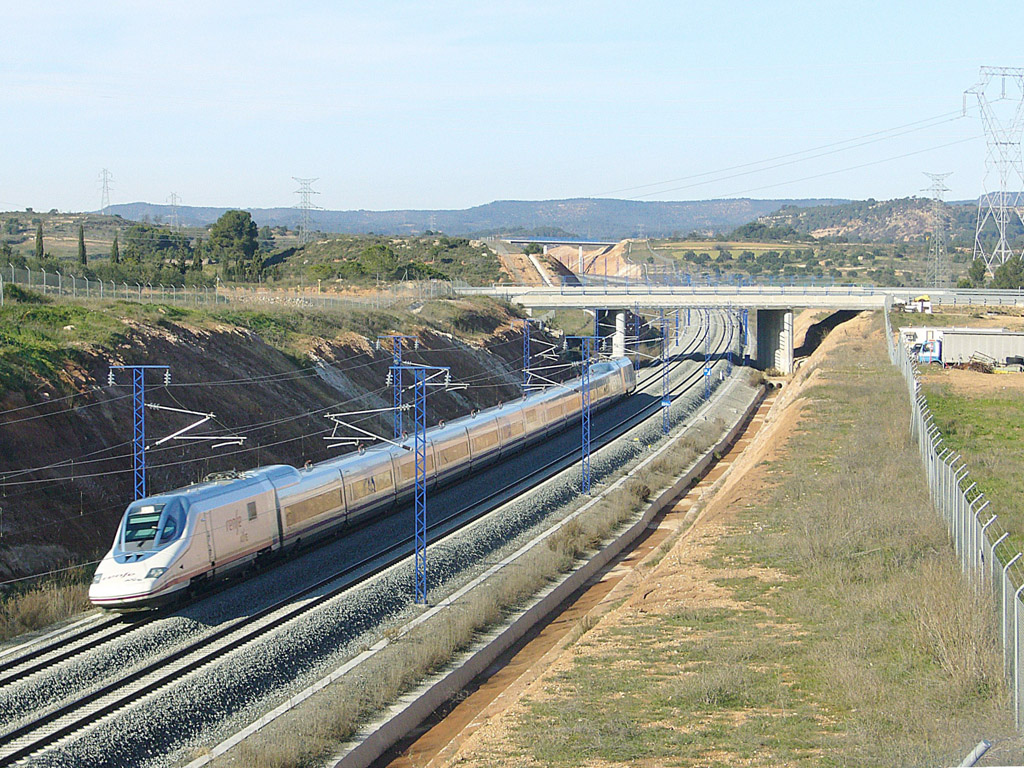
タラゴナ・マドリード間の高速新線

### 営業路線
AVEシステムの中心ハブは、マドリードのアトーチャ駅。
- アンダルシア方面（南回廊）（マドリード＝セビリア高速鉄道線）
  - AVE マドリード - コルドバ - セビリア（シウダ・レアル、プエルトジャーノ、コルドバを経由）
  - AVE マドリード - コルドバ - マラガ（コルドバ - マラガ高速鉄道線）
  - AVE マドリード - コルドバ - グラナダ（アンテケラ - グラナダ高速線（スペイン語版））
- 北東回廊（マドリード＝バルセロナ高速線）
  - Alvia マドリード-サラゴサ-バルセロナ（グアダラハーラ、カラタユー、サラゴサ、リェイダ、タラゴナを経由）　2008年2月に延伸開業。
  - AVE マドリード-サラゴサ-ウエスカ（サラゴサで枝分かれする路線）
  - AVE バルセロナ-フィゲラス　2013年1月8日開業　また2013年12月15日よりパリ～バルセロナ間をTGV、バルセロナ～リヨン、トゥールーズ及びマルセイユ-マドリード間をAVEによる直通運転が開始された。[5]
- 東回廊（マドリード-レバンテ高速鉄道線）
  - マドリードからクエンカを経由して地中海方面に至る路線。2010年12月18日に開業。クエンカより先は、バレンシアへ向かう路線と、アルバセーテやアリカンテへ向かう路線とに分岐する。2018年1月28日には地中海に沿ってカステリョン・デ・ラ・プラナまで、2021年2月1日にはムルシア州まで程近いオリウエラまで、2022年12月19日にはムルシアまで延伸した[6]。
- 北回廊（マドリード＝バリャドリッド高速鉄道線）
  - AVE マドリード-セゴビア-バリャドリッド　2007年12月に開業。世界では5番目、欧州では4番目に長いトンネル(28km)が含まれている。バリャドリッドは北回廊（バスク方面）とアストゥリアス方面に繋がるAVE路線網のハブになる予定。
  - AVE マドリード - レオン（バリャドリッド - ベンタ・デ・バニョス - パレンシア - レオン高速鉄道線：2015年に開業[7]）
- 北西回廊（大西洋線）
  - 2011年12月にオウレンセ - サンティアゴ・デ・コンポステーラ - ア・コルーニャが営業開始[8]。2015年4月にはサンティアゴ・デ・コンポステーラ - ビーゴ間が開通した[9]。マドリード側ではマドリードからサモラまでは2015年[10]、その先サナブリアまでは2020年[9]、オウレンセまでは2021年に開通した[11]。
- トレド線
  - Avant マドリード-トレド　2005年11月に開業。

AVEは高速長距離線、AVANT（アバント）は高速中距離線に与えられる名称。ALVIA（アルビア）は部分的に高速走行システムを使用するものである。

### 新路線の整備計画

高速鉄道路線の整備状況

当初の目的であったTGVとLGVペルピニャン・フィゲーラス線との接続は、2013年12月から営業を開始した。これによりスペインとフランスの間では乗り換え無しの直通運転が行われるようになった。当初は1日5便の運行を予定しており、バルセロナ‐パリ間が2本（所要約6時間20分），マドリード‐マルセイユ間（所要約7時間），バルセロナ‐リヨン間（所要約5時間）、バルセロナ‐トゥールーズ間（所要約3時間）が各1本運転される。
スペイン政府は野心的な計画として2010年までに全ての州都と首都マドリードをわずか4時間、バルセロナと6時間30分で結ぶため7,000kmに及ぶ高速鉄道の建設を構想していた。評論家はこの計画で、スペイン内の列車の速度が大きく向上すれば、少ないコストで世界的に大きなインパクトを与えることが出来ると評した。計画がもし完全に実行されれば他の先進国に例を見ない高速鉄道網が完成する。スペイン国内には現時点でも、平均速度が60km/hを若干上回るだけの低規格な地方路線が存在している。AVEが整備されている都市間とそうでない都市間では、所要時間の点で大きな差が生じている。一例として、レオン・バルセロナ間は784kmを9時間30分要していたが、2015年9月にマドリード・レオン間がAVEで結ばれてからはマドリード乗り換えで5時間以内で到着できると思われる。マドリードとの間にAVEが直接的に結ばれていなくても高速新線の整備によって新線を経由することで所要時間が大きく改善されている地域も多くある。

#### 問題点
マドリード・バルセロナ間の高速新線は地質学的な問題から当初予定していた最高速度で列車を走行させることが出来ていない。地質学者はアラゴン州の弱い粘土地盤に建設されたことに関して批判的であった。路盤の近くでは穴も発見されている。このAVEの新路線はトンネルの設計、信号システム、列車の最高速度等、様々な失敗で大きく苦しんでいる。最近では、バルセロナの19世紀のもろい建築物の基礎の下に浅いAVEのトンネルを敷設する計画で約50,000人の居住者を激怒させた。その結果、バルセロナの前市長のジュアン・クロス・イ・マテウの政治的な将来を脅かした。サグラダ・ファミリアの建設にも大きな影響を及ぼすと報道された。新幹線や中国高速鉄道はホームからアクセシビリティに乗車できる構造になっているが、AVEはデッキに3段の階段があり、車いす利用者は一人では乗車できない。

#### 建設中の路線
- 北回廊
  - ベンタ・デ・バニョス - ブルゴス - ビトリア＝ガステイス：2022年7月21日にベンタ・デ・バニョスからブルゴスまで開通した[13]。
  - ビルバオ - ビトリア＝ガステイス - サン・セバスティアン（バスクY）：2024年にバスク州内の3つの県都を結び開業予定。マドリードからバリャドリッド、国境経由でイルンやバイヨンヌでTGVに接続予定。
  - Variante de Pajares：レオン県とアストゥリアス州間の山岳地帯を通る路線で、レオンまでは2015年に開通済み[7]。オビエドとヒホンへも延伸予定。

- 南西回廊（ポルトガル方面）
  - カセレス - メリダ - バダホス　この路線は半島の3つの県都を結ぶエストレマドゥーラ州の高速鉄道網である。2022年7月18日にプラセンシア - カセレス - メリダ - バダホス間が将来標準軌に変更可能な枕木を使用してイベリア軌間(1,668mm)で開通した。現在タラユエラ - プラセンシア間の建設工事が進められている[14]。当初は、ポルトガルのリスボンまで繋げることが計画されていたが、2011年よりポルトガル側は凍結されている。[15][16]2024年現在、ポルトガル方面への高速新線の建設は再開されており、バダホス - エルバシュ及びエボラ - リスボンは在来線の改良、 エルバシュ - エボラ間は2024年以降の開業予定の高速新線の建設により、マドリード - リスボン間の直通運転を開始する予定である[17]。

## 事故
2013年7月24日、首都マドリードからフェロルに向かっていた列車が、ガリシア州サンティアゴ・デ・コンポステーラ郊外で脱線転覆し、乗客218人・乗務員4人が乗車しており、死者80人・負傷者139人の大惨事となった。この区間の制限速度である時速80kmの約2倍の速度で走行していたことが明らかにされている。
1972年7月21日にセビリア県エル・クエルボ・デ・セビリアで起こった正面衝突事故（79人死亡）を上回り、スペインの鉄道事故としては過去最悪の死者数を記録した。なお、1944年1月3日にレオン県トーレ・デル・ビエルソで起こったトーレ・デル・ビエルソ鉄道事故の公式の死者数は78人であるが、フランコ体制下だったために事故はほとんど報じられることがなく、実際には200-800人が死亡したと推定されている。

## 年表
- 1992年4月21日：マドリード～セビリア開通
- 1993年1月：マドリードとマラガ間でTalgo200運用開始
- 2003年10月11日：マドリード～リェイダ開通
- 2005年11月15日：マドリード～トレド開通
- 2005年12月26日：新車両S-102導入
- 2006年12月18日：リェイダ～タラゴナ開通
- 2007年6月22日：S-103が運行開始。[19]
- 2008年2月20日：バルセロナまで開業[20]
- 2013年7月24日：サンティアゴ・デ・コンポステーラ近郊で死傷者200人以上の脱線事故
- 2013年12月15日：TGVがバルセロナまで直通運転開始、AVEがリヨン、マルセイユ、トゥルーズまで直通運転開始[5][21]